# Rallye Dakar
Pour les articles homonymes, voir Dakar (homonymie).
Navigation
Le Rallye Dakar (ou « le Dakar », anciennement Paris-Alger-Dakar ou Paris–Dakar) est un rallye-raid marathon, créé par Thierry Sabine et lancé pour la première fois en décembre 1978. Depuis lors, il a été disputé chaque année, sauf en 2008, entre la fin décembre et la mi-janvier sur une durée de deux à trois semaines. Initialement disputé en partie en Europe et majoritairement en Afrique, l'épreuve se déroule en Amérique du Sud de 2009 à 2019 puis en Arabie saoudite à partir de 2020. Ce rallye est actuellement organisé par l'organisateur d'événements sportifs français Amaury Sport Organisation.

## Histoire

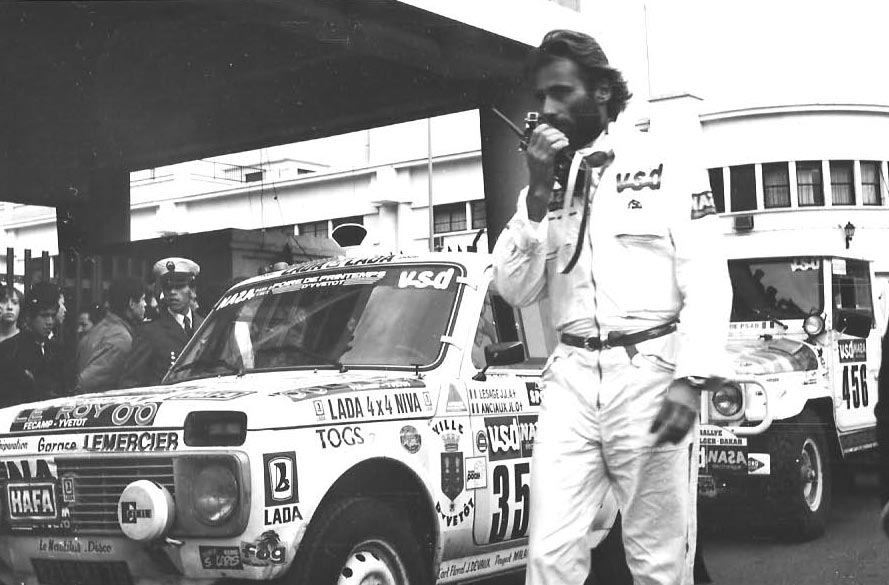
Huitième Paris-Dakar ; Thierry Sabine au port d'Alger le 4 janvier 1986, dix jours avant son accident.

En 1977, Thierry Sabine participe à moto au « Rallye Côte-Côte » (Côte d'Ivoire-Côte d'Azur), organisé par Jean-Claude Bertrand sur l'itinéraire Abidjan-Nice. Cette épreuve éprouvante était ouverte aux voitures traditionnelles, 4x4, motos et camions. Surnommé « rallye de l'impossible » en raison de ses difficultés extrêmes, le Rallye Côte-Côte fut considéré comme l'ancêtre du Paris-Dakar. Il se perd pendant trois jours dans le désert de Libye jusqu'à ce que les secours en avion le sauvent. Déjà superstitieux, il attrape le virus du désert.
Lorsque Bertrand annonce qu'il ne refera pas la course Abidjan-Nice, Sabine présente un projet d'un rallye immense qui traverserait l'Afrique,. Il décide qu'il partirait de Paris, ville plus propice à une plus grande notoriété et à des retombées médiatiques importantes, pour se terminer à Dakar avec un transfert par la Méditerranée. Thierry Sabine associe une devise à son inspiration : " Un défi pour ceux qui partent. Du rêve pour ceux qui restent ".
La première édition réunissant 170 équipages s'élance de la place du Trocadéro le 26 décembre 1978 pour arriver à Dakar le 14 janvier 1979. Cyril Neveu est le premier vainqueur de l'épreuve, sur une moto Yamaha. La popularité de l'événement augmente rapidement, avec 216 véhicules prenant le départ en 1980 et 291 en 1981. L'esprit corsaire des premiers coureurs, défiant le désert avec des ressources limitées, encourage certaines personnes connues à participer tels que Thierry de Montcorgé avec une Rolls-Royce ou le pilote de Formule 1 Jacky Ickx avec l'acteur Claude Brasseur à bord d'une Citroën CX.
Au fil des éditions, le rallye se développe (603 véhicules s’alignent sur la ligne de départ en 1988 ; 3000 personnes accueillies chaque jour sur le bivouac en 2015 : concurrents, organisation, sponsors et médias) et se professionnalise. Les conditions de navigation dans le désert restent parfois difficiles ; lorsque l'harmattan, vent d'est du Sahara se lève, les traces sont effacées sur la piste et les repères disparaissent.

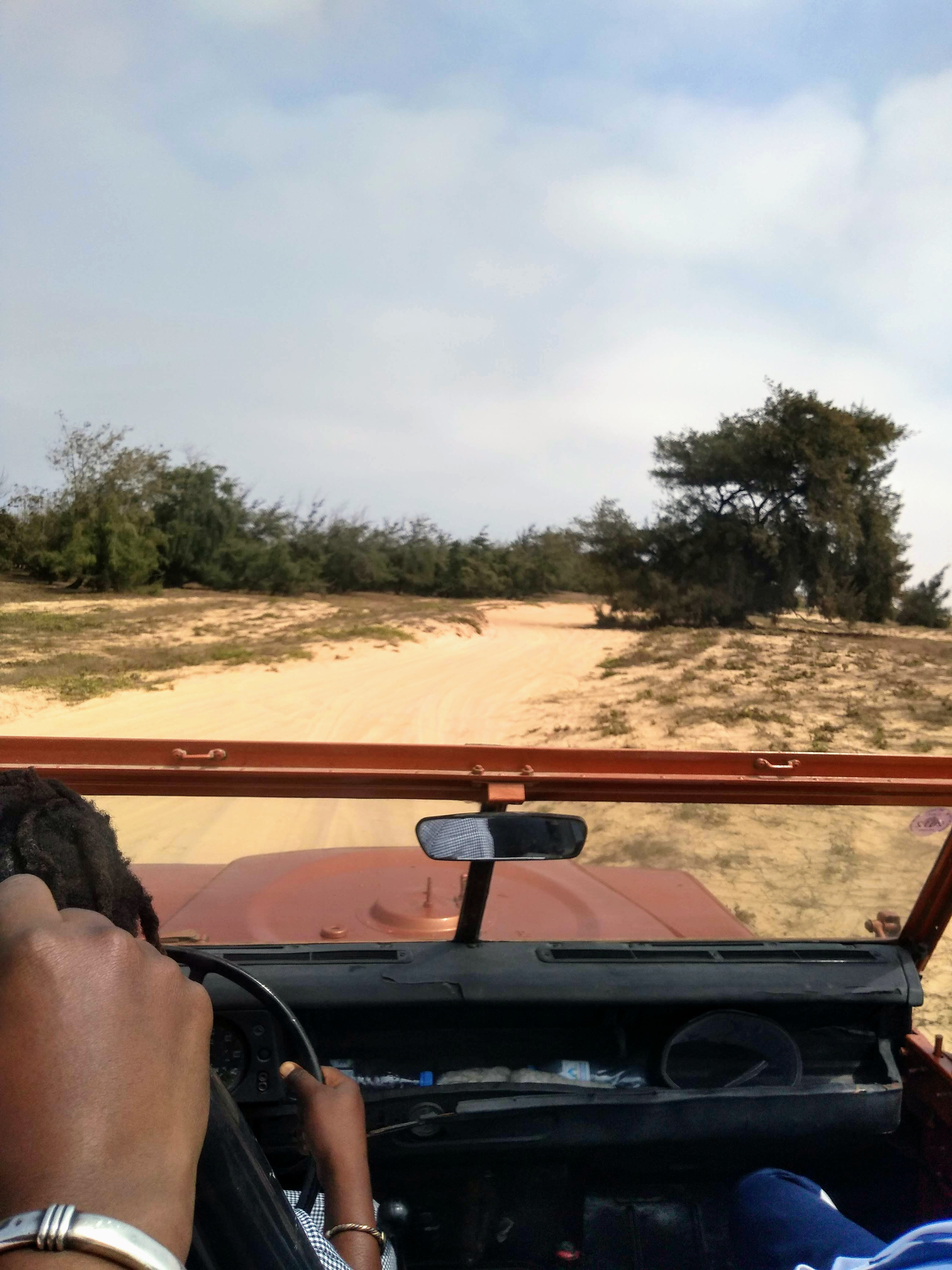
Nostalgie : véhicule refaisant le parcours du Paris-Dakar près du lac Rose, en 2020.

L'itinéraire varie d'une année à l'autre : pendant quelques années, il s'agit du Paris-Alger-Dakar (c'est même le nom officiel du rallye) car les participants partent par bateau de Sète pour arriver à Alger et ensuite traverser le Sahara Algérien. D'ailleurs, l'arrivée n'a pas lieu à Dakar certaines années : on retient l'édition du rallye de 1992, Paris-Le Cap, celle de 1994, Paris-Dakar-Paris, celle de 2000, Dakar-Le Caire, ou celle de 2002, Arras-Madrid-Dakar.
Divers accidents mortels ont émaillé les parcours de la caravane, concernant des concurrents, accompagnateurs ou spectateurs locaux. Le Rallye Dakar 1986 est endeuillé par la mort de Thierry Sabine à la suite d'un accident d'hélicoptère. Daniel Balavoine qui l'accompagne est également mort ce jour-là, tout comme le jeune pilote suisse, François-Xavier Bagnoud, le technicien radio Jean-Paul Le Fur et la journaliste Nathalie Odent. Balavoine avait déjà participé deux fois au rallye en tant que concurrent mais était présent cette année-là au profit de l'action humanitaire « Paris-Dakar, Paris du cœur » qui visait à installer des pompes à eau hydrauliques dans des villages africains en bénéficiant de la logistique du rallye.
Plusieurs éditions du Dakar sont perturbées par des menaces terroristes, et certaines étapes doivent être annulées, avec un changement d'itinéraire. C'est le cas en 2000, lorsqu'un pont aérien formé de trois avions Antonov An-124 est mis en place entre Niamey et Sebha, en Libye, pour éviter la traversée du Niger, interrompant ainsi l'épreuve pendant quatre jours. L'opération aurait coûté quelque 30 millions de FF, soit un peu plus de 4,5 millions d'euros.

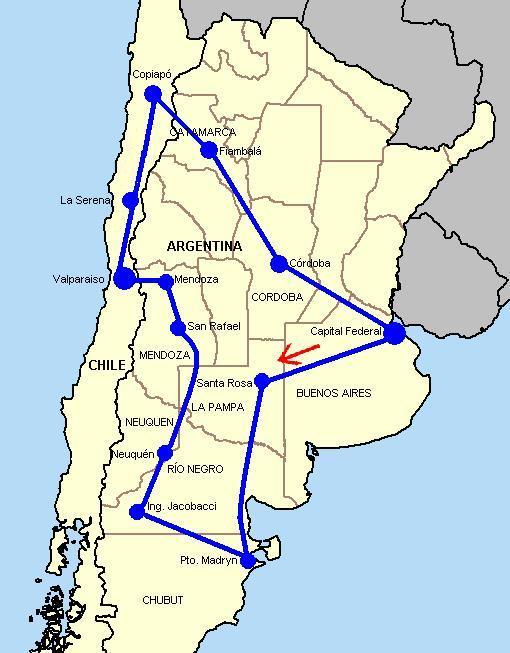
Épreuve de 2009 en Amérique du Sud.

Pour des raisons de sécurité en Mauritanie qui devait accueillir 8 étapes, l'édition 2008 du Dakar est annulée. À la suite de l'assassinat de quatre Français près d'Aleg en Mauritanie le 24 décembre 2007, Laurent Wauquiez, porte-parole du gouvernement français, a fortement déconseillé aux ressortissants français de se rendre dans ce pays. La veille du départ de Lisbonne, le 4 janvier 2008, l'organisation annonce l'annulation du Dakar malgré les 2 500 personnes déjà présentes au Portugal pour participer au rallye. La Mauritanie prévoyait pourtant de mobiliser 4 000 policiers pour assurer la sécurité, mais les risques liés à la branche Al-Qaida au Maghreb islamique ont conduit les organisateurs à suivre les recommandations du gouvernement français.
Amaury Sport Organisation annonce le 11 février 2008 que le Rallye Dakar 2009 se déroulera du 3 au 18 janvier, au Chili et en Argentine avec un départ et une arrivée à Buenos Aires.

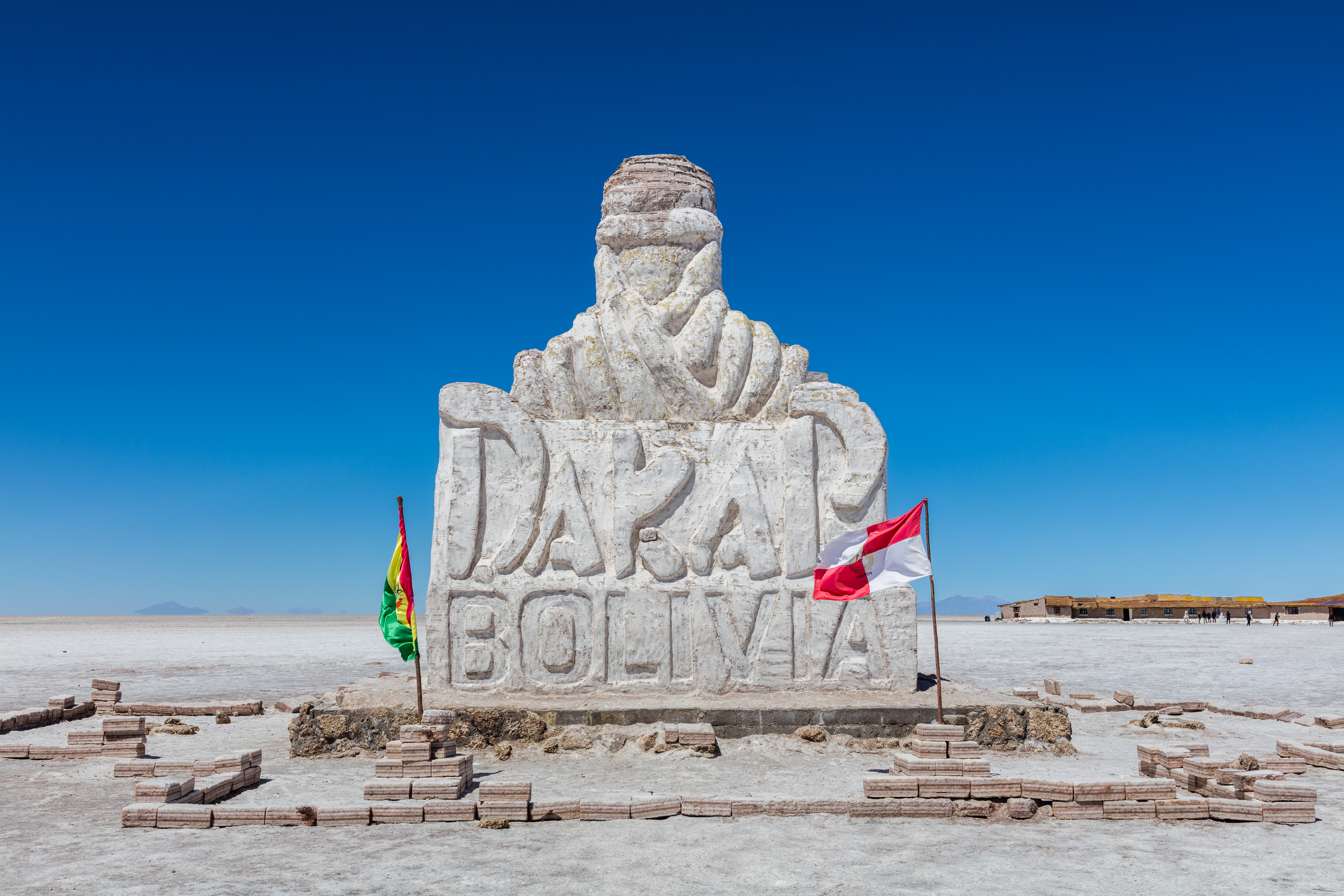
Sculpture de sel dans le désert d'Uyuni en Bolivie. Les participants du Dakar sont passés en 2014 par le Salar d'Uyuni.

En réaction, des pays africains créent l’Africa Race avec l'aide d'anciens vainqueurs du Dakar Hubert Auriol, Jean-Louis Schlesser, René Metge, qui se réclame plus proche de l'esprit de Thierry Sabine, mais moins médiatisé.
Pour son édition 2012, le Dakar devenu sud-américain traverse le Pérou pour la première fois.
La logistique s'est étoffée au cours des éditions. Celle de 2018 comprend 1100 véhicules au total, sept hélicoptères et quatre avions.
ASO (Amaury Sport Organisation) annonce le 15 avril 2019 que le Dakar quitte l'Amérique du Sud pour se dérouler en Arabie saoudite à partir de 2020 et pour cinq ans.
Diffuseur historique du Rallye Dakar, France Télévisions annonce fin septembre 2023 son intention de réduire la couverture médiatique à partir de 2024. À partir de cette date, il n'y aura plus qu'un seul rendez-vous quotidien au cours de la compétition, diffusé sur France 3 à 20 h.
La chaine l'Équipe est le nouveau diffuseur du Dakar avec quatre heures d'antenne par jour et notamment un direct pendant l'arrivée des spéciales sur l'édition 2024.

## Direction
Depuis son lancement en 1978, l'organisation est assurée par TSO (Thierry Sabine Organisation), la société est vendue par Gilbert Sabine à ASO en 1992. En 1986, Gilbert Sabine délaisse sa profession de chirurgien-dentiste pour faire perdurer l’œuvre de son fils Thierry décédé dans l'accident d'hélicoptère.
Directeurs successifs
- 1978-1986 : Thierry Sabine et Patrick Verdoy[21]
- 1986-1993 : Gilbert Sabine et Patrick Verdoy[21]
- 1993-1994 : Fenouil[22]
- 1994-2004 : Hubert Auriol[23]
- 2004-2019 : Étienne Lavigne[24]
- 2019- : David Castera[25]

Directeurs sportifs successifs
- 1986-1988 : René Metge[26]
- 1993-2005 : Patrick Zaniroli[27]
- 2006-2015 : David Castera[28],[29]
- 2015-2018 : Marc Coma[30],[31]

## Les parcours des 47 éditions
| Année | Départ           | Arrivée         |
| ----- | ---------------- | --------------- |
| 1979  | Paris            | Dakar           |
| 1980  | Paris            | Dakar           |
| 1981  | Paris            | Dakar           |
| 1982  | Paris            | Dakar           |
| 1983  | Paris            | Dakar           |
| 1984  | Paris            | Dakar           |
| 1985  | Versailles       | Dakar           |
| 1986  | Versailles       | Dakar           |
| 1987  | Versailles       | Dakar           |
| 1988  | Versailles       | Dakar           |
| 1989  | Paris            | Dakar           |
| 1990  | Paris            | Dakar           |
| 1991  | Chevilly-Larue   | Dakar           |
| 1992  | Rouen            | Le Cap          |
| 1993  | Paris            | Dakar           |
| 1994  | Paris            | Marne-la-Vallée |
| 1995  | Grenade          | Dakar           |
| 1996  | Grenade          | Dakar           |
| 1997  | Dakar            | Dakar           |
| 1998  | Versailles       | Dakar           |
| 1999  | Grenade          | Dakar           |
| 2000  | Dakar            | Le Caire        |
| 2001  | Paris            | Dakar           |
| 2002  | Arras            | Dakar           |
| 2003  | Marseille        | Charm el-Cheikh |
| 2004  | Clermont-Ferrand | Dakar           |
| 2005  | Barcelone        | Dakar           |
| 2006  | Lisbonne         | Dakar           |
| 2007  | Lisbonne         | Dakar           |
| 2008  | Course annulée   | Course annulée  |
| 2008  | Lisbonne         | Dakar           |
| 2009  | Buenos Aires     | Buenos Aires    |
| 2010  | Buenos Aires     | Buenos Aires    |
| 2011  | Buenos Aires     | Buenos Aires    |
| 2012  | Mar del Plata    | Lima            |
| 2013  | Lima             | Santiago        |
| 2014  | Rosario          | Valparaíso      |
| 2015  | Buenos Aires     | Buenos Aires    |
| 2016  | Buenos Aires     | Rosario         |
| 2017  | Asuncion         | Buenos Aires    |
| 2018  | Lima             | Córdoba         |
| 2019  | Lima             | Lima            |
| 2020  | Djeddah          | Qiddiya         |
| 2021  | Djeddah          | Djeddah         |
| 2022  | Djeddah          | Djeddah         |
| 2023  | Sea Camp         | Dammam          |
| 2024  | Al-'Ula          | Yanbu           |
| 2025  | Bisha            | Shubaytah       |

## Véhicules et catégories

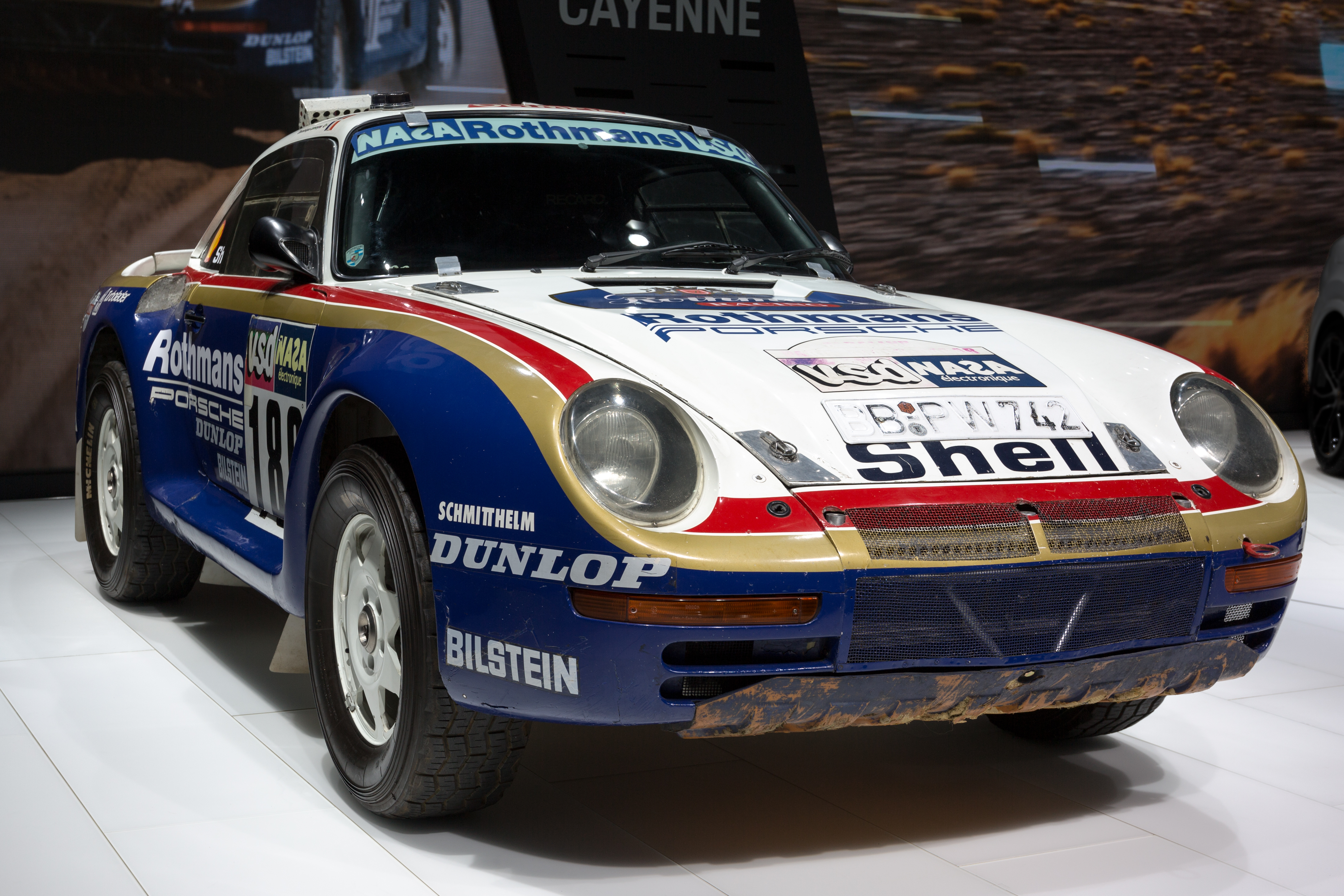
Porsche 959 vainqueur du Dakar 1986.

Les cinq catégories principales sont les motos, les autos, les camions, les quads (de 2009 à 2024) et les SSV (en) (depuis 2017).
La catégorie moto comporte diverses sous-catégories, comme les moins de 450 cm3, la catégorie marathon (motos de série), ou encore les quads qui sont devenus une catégorie à part entière en 2009. La catégorie auto comportait à ses débuts trois sous-catégories : les T1 (véhicules de série), T2 (véhicules de série modifiés), et T3 (véhicules prototypes). Les camions étaient au début incorporés dans la catégorie auto, mais ils disposent depuis 2000 de leur propre catégorie. Les camions prototypes ont été interdits dans la fin des années 1980, en raison des grandes vitesses atteintes, qui provoquèrent plusieurs accidents graves.
Plusieurs constructeurs utilisent le Dakar à la fois comme laboratoire et comme vitrine pour démontrer la robustesse de leurs véhicules, bien que ceux engagés soient profondément modifiés par rapport aux véhicules de série.

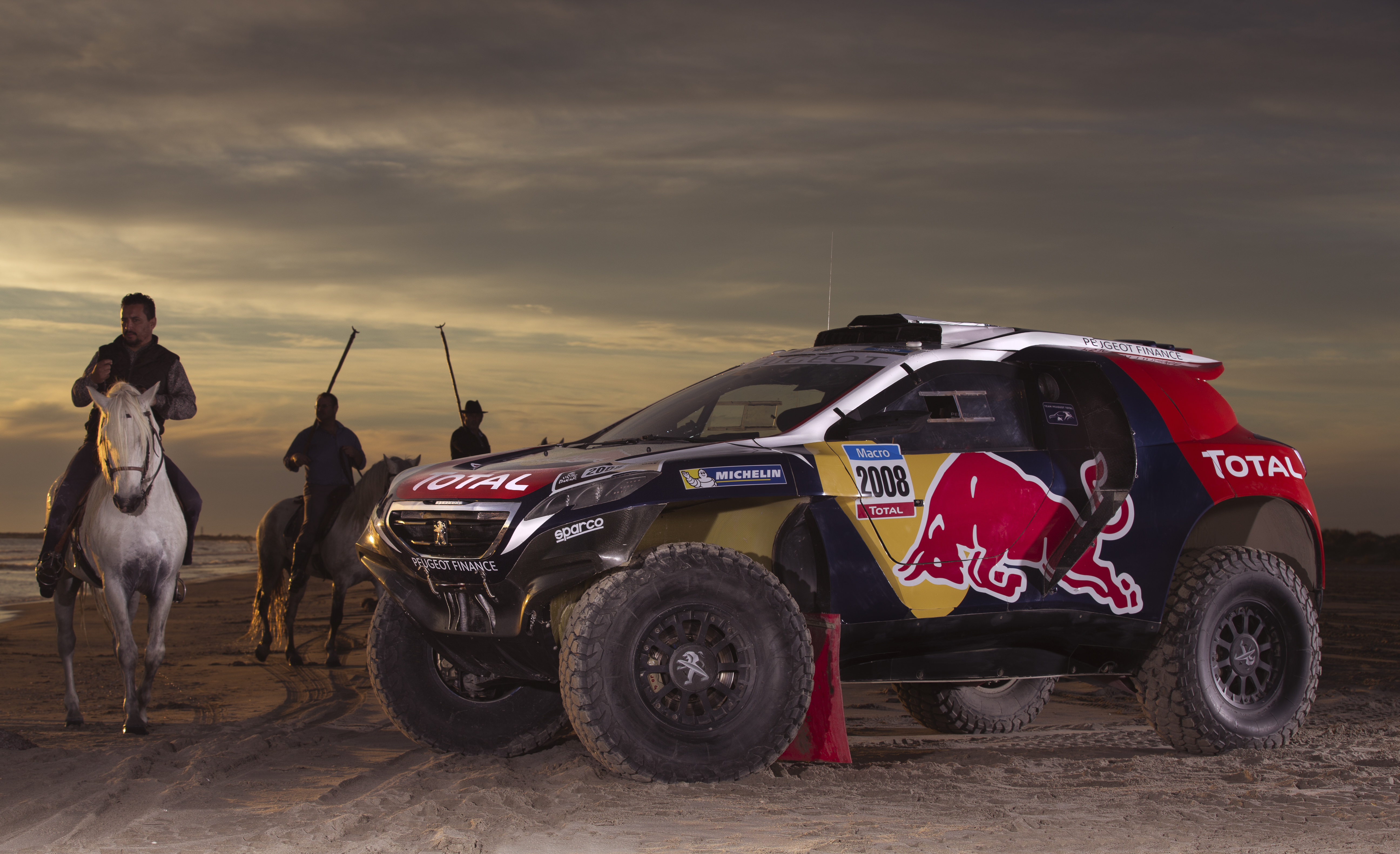
Peugeot 2008 DKR vainqueur de l'édition 2016.

À l'origine, quelques constructeurs automobiles s'engagèrent avec des moyens limités — le plus souvent via des pilotes privés — comme Land Rover, Renault, Volkswagen, Mercedes, Lada, etc. Puis vinrent des constructeurs via des équipes usines avec de gros moyens, tels que Porsche, Mitsubishi, Peugeot puis Citroën. Ce qui engendra une hausse des coûts et des performances, et conduisit à l'interdiction des prototypes T3 pour les équipes usines en 1997 ; les T3 pouvant cependant toujours être alignés par les équipes privées. La fusion des catégories T2 et T3 en 2002, marqua le retour des prototypes usines. Enfin, en 2006, il y eut une inversion entre les catégories T1 (désormais prototypes) et T2 (désormais véhicules de série).
Dans les années 1980, devant la débauche de moyens mis en œuvre par les équipes officielles et les risques que cela faisait courir aux amateurs, qui ne pouvaient plus suivre le rythme, les organisateurs décidèrent d'interdire l'assistance aérienne (Porsche avait ainsi à sa disposition une importante flotte d'hélicoptères), le routage radio et de limiter le recours au GPS.
Les équipes privées, plus ou moins fortunées, peuvent également disputer les premières places. Jean-Louis Schlesser, après la fin de sa carrière en championnat du monde des voitures de sport, a construit ses propres buggys avec le soutien de constructeurs comme Seat, Renault, puis Ford. Il a remporté les Dakar 1999 et 2000 en catégorie auto.
KTM, Yamaha, Honda et Husqvarna sont actuellement engagés officiellement en catégorie moto. KTM, Yamaha et Honda font d'ailleurs partie des constructeurs les plus titrés dans ce rallye, au même titre que BMW, qui fut propriétaire de Husqvarna.
En 2012 dans la catégorie auto, à la suite du retrait de Mitsubishi, qui détient le record de 12 victoires, en 2009 puis de Volkswagen en 2011, il n'y a plus de constructeur officiellement présent dans la catégorie de pointe. On note toutefois la présence de l'équipe X-Raid, propriété de Sven Quandt (de), membre de la famille actionnaire de BMW et dont l'équipe reçoit un soutien technique de la part du constructeur allemand au niveau de la motorisation. On peut aussi citer la présence de Toyota Afrique du Sud, qui sera rejoint par Ford Afrique du Sud en 2014. Toyota est quant à lui officiellement présent en catégorie véhicules de série.
Parmi les camions, on note la présence de constructeurs comme KAMAZ, Iveco, Tatra et Daf, qui rassemblent à eux quatre l'essentiel des victoires de la catégorie camions depuis 1979.

### Catégories
| Cat.                | Description                                                            |
| Voitures            | Voitures                                                               |
| ------------------- | ---------------------------------------------------------------------- |
| T1.1                | Voitures modifiées 4 roues motrices essence                            |
| T1.2                | Voitures modifiées 4 roues motrices diesel                             |
| T1.3                | Voitures modifiées 2 roues motrices essence                            |
| T1.4                | Voitures modifiées 2 roues motrices diesel                             |
| T1.U                | Voiture modifiées 4 roues motrices hybride                             |
| T2.1                | Voitures de série essence                                              |
| T2.2                | Voitures de série diesel                                               |
| T3.1                | Voitures modifiées + de 1 050 cm3 légères                              |
| T3.2                | Voitures modifiées + de 1 050 cm3 légères essence                      |
| T3.3                | Voitures modifiées + de 1 050 cm3 légères avec moteur de motos         |
| Open 1              | Voitures du règlement Score international                              |
| Open 2              | Voitures 4 roues motrices + de 2,8 tonnes et - de 2,20 mètres de large |
| Camions             |                                                                        |
| T4.1                | Camions de série                                                       |
| T4.2                | Camions modifiés                                                       |
| T4.3                | Camions d'assistance                                                   |
| Motos               |                                                                        |
| Groupe 1            | Motos du règlement Elite                                               |
| Groupe 2.1          | Motos "Super Production" max 450 cm3                                   |
| Groupe 2.2          | Motos "Marathon" max 450 cm3                                           |
| Quads (fin en 2024) |                                                                        |
| Groupe 3.1          | Quads 2 roues motrices max 750 cm3                                     |
| Groupe 3.2          | Quads 4 roues motrices max 900 cm3                                     |

### Catégories 2024
|         |                              |        |             |            |                                   |        |                   |        |                       |                    |                               |                             |             |                       |             |
| Classe  | Description                  | Classe | Description | Classe     | Description                       | Classe | Description       | Classe | Description           | Classe             | Description                   | Classe                      | Description | Classe                | Description |
| RallyGP | A.S.O. "Elite"               |        |             | T1.U       | T1 électrique /hybrid 4x4 modifié | T3     | Prototypes légers | T4     | Production SSVs turbo | Camion >10 000 cm3 | Camions Modifiés & Production | -86 Moyenne Basse           |             | -86 Moyenne Basse     |             |
| Rally2  | "Non-Elite" Super-Production |        |             | T1.1       | T1 essence 4x4 modifié            |        |                   |        |                       |                    |                               | -86 Moyenne Intermédiaire   |             | -86 Moyenne Modérée   |             |
|         |                              |        |             | T1.2       | T1 diesel 4x4 modifié             |        |                   |        |                       |                    |                               | -86 Moyenne Modérée         |             | 87-96 Moyenne Basse   |             |
|         |                              |        |             | T1.3       | T1 essence 2WD modifié            |        |                   |        |                       |                    |                               | 87-96 Moyenne Basse         |             | 87-96 Moyenne Modérée |             |
|         |                              |        |             | T1+        | Upgradé T1 essence 4x4 modifié    |        |                   |        |                       |                    |                               | 87-96 Moyenne Intermédiaire |             | +97 Moyenne Modérée   |             |
|         |                              |        |             | Stock (T2) | Véhicules Production              |        |                   |        |                       |                    |                               | 87-96 Moyenne Modérée       |             |                       |             |
|         |                              |        |             |            |                                   |        |                   |        |                       |                    |                               | 87-96 Moyenne Haute         |             |                       |             |
|         |                              |        |             |            |                                   |        |                   |        |                       |                    |                               | +97 Moyenne Intermédiaire   |             |                       |             |
|         |                              |        |             |            |                                   |        |                   |        |                       |                    |                               | +97 Moyenne Modérée         |             |                       |             |
|         |                              |        |             |            |                                   |        |                   |        |                       |                    |                               | +97 Moyenne Haute           |             |                       |             |

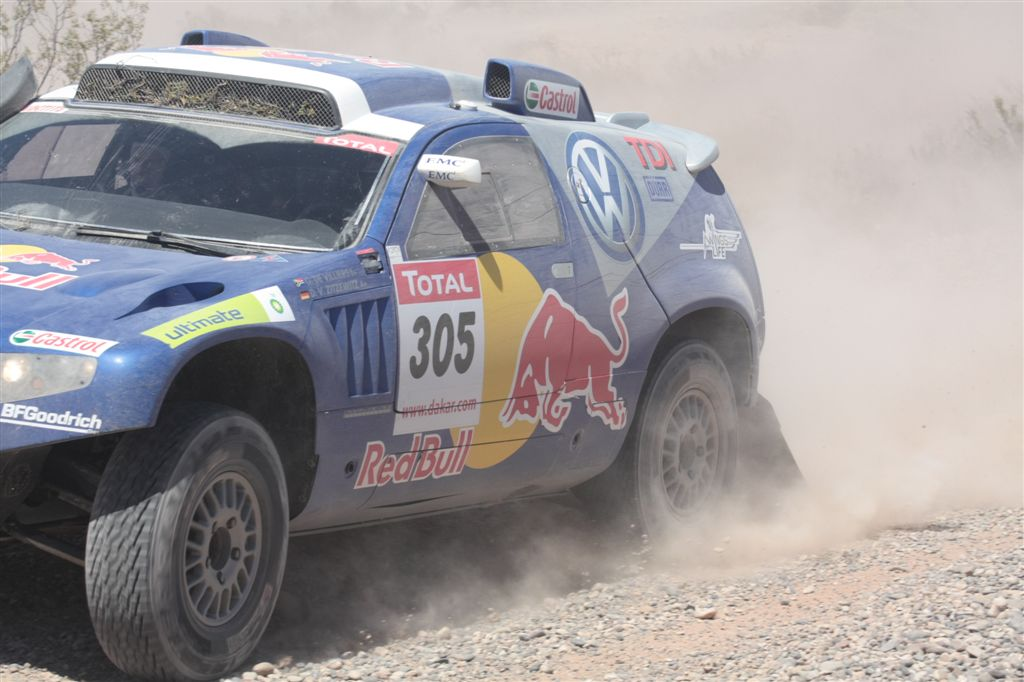
Equipage Giniel de Villiers/Dirk von Zitzewitz (Volkswagen) en 2009
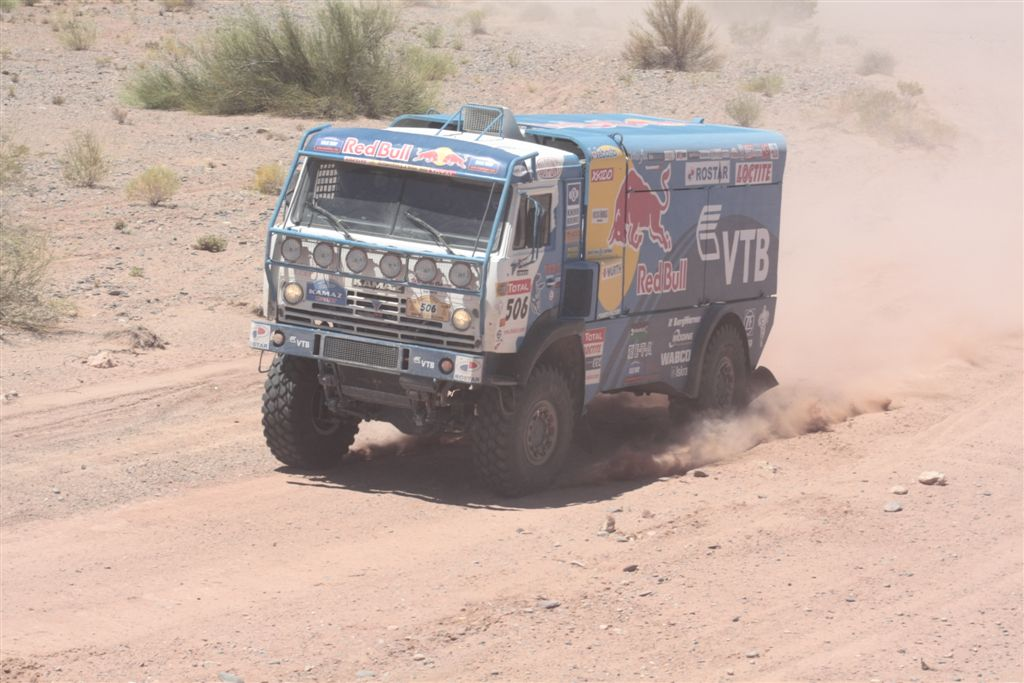
Equipage Firdaus Kabirov/Aydar Belyaev/Andrey Mokeev (KamAZ) en 2009
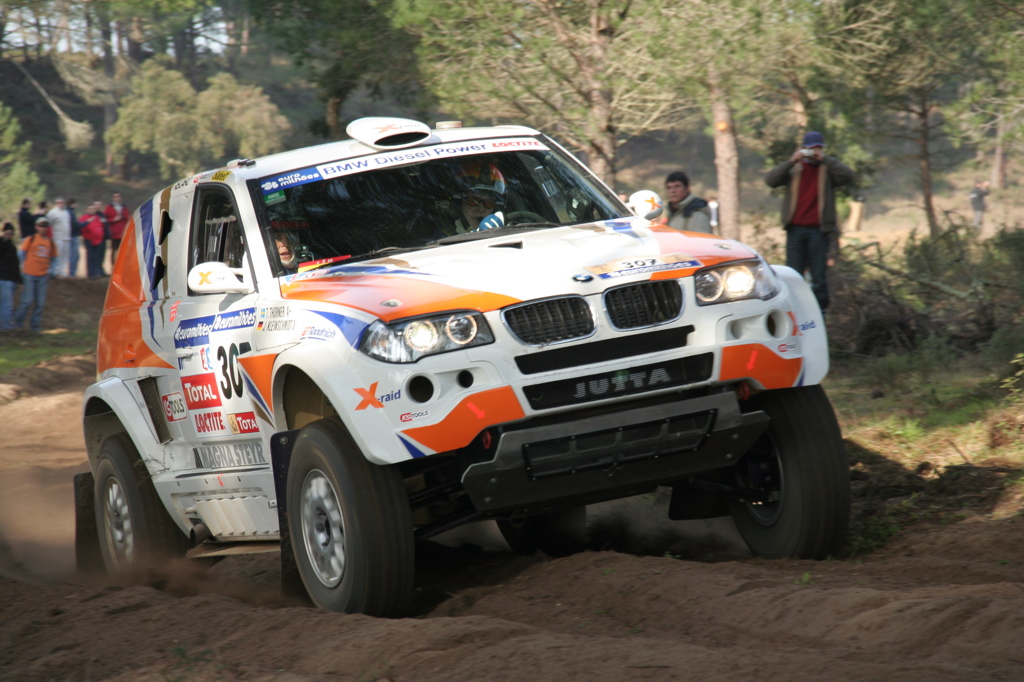
Equipage Jutta Kleinschmidt/Tina Thörner (BMW) en 2007
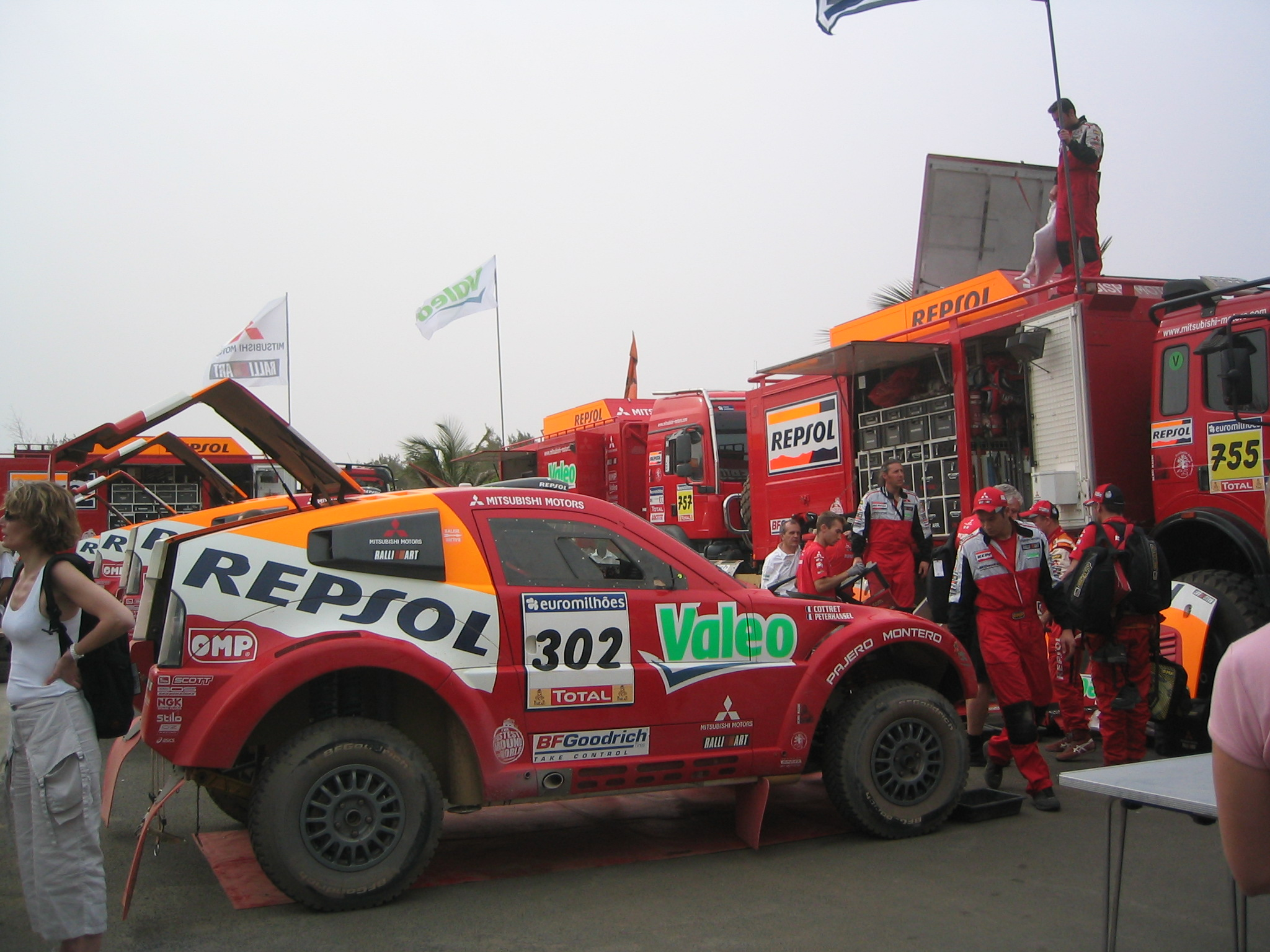
Equipage Stéphane Peterhansel/Jean-Paul Cottret (Mitsubishi) en 2007
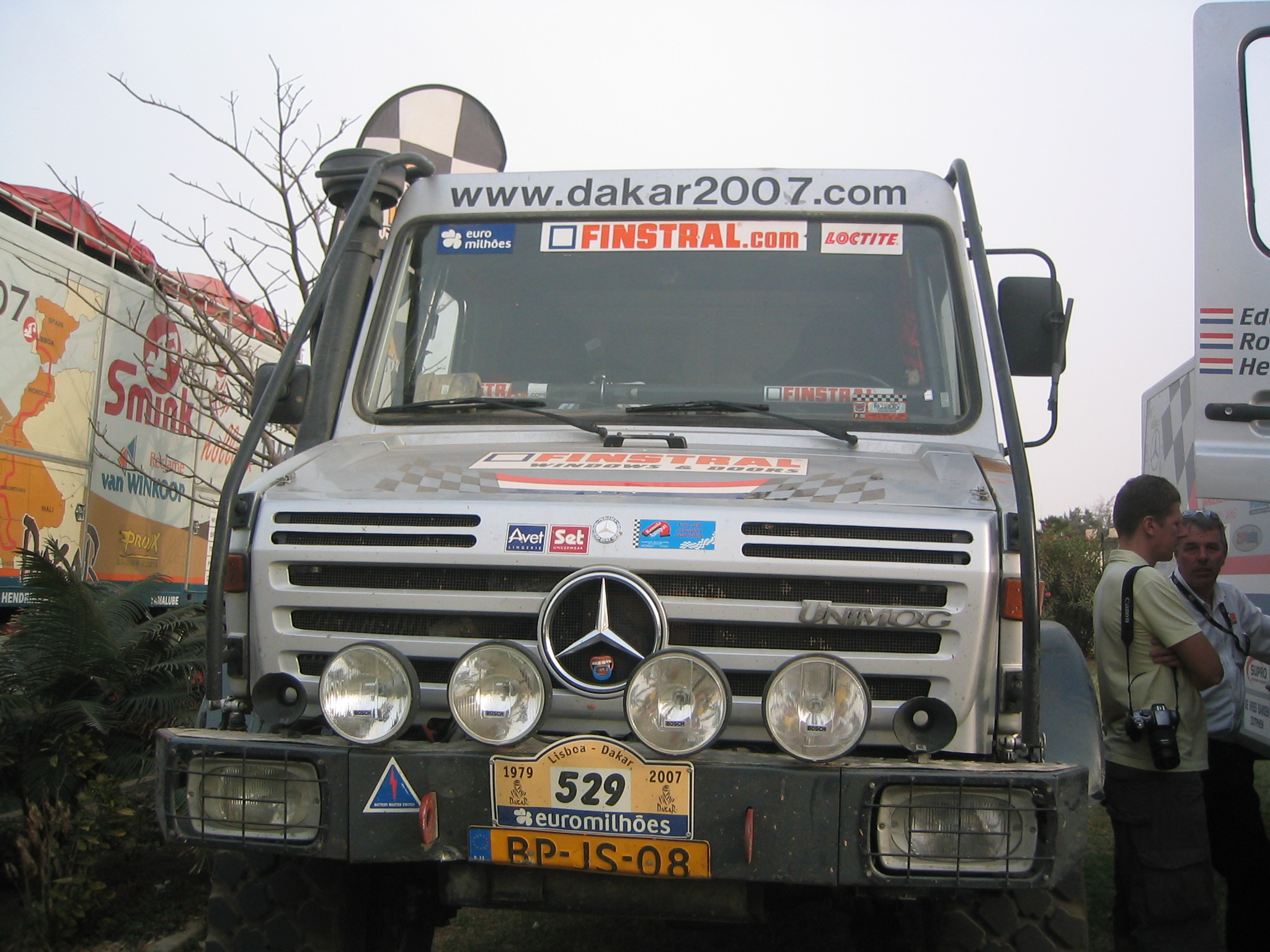
Participant néerlandais (Mercedes) 2007

## Palmarès et records

### Vainqueurs du Rallye Dakar
Parmi les pilotes automobiles lauréats, on retrouve cinq champions du monde des rallyes-raids (les trois français Lartigue, Schlesser et Saby, ainsi que Sainz et Al-Attiyah), trois champions du monde des rallyes (Vatanen, Kankkunen et Sainz), un double champion du monde de sport-prototypes (Schlesser) ainsi qu'un double vice-champion du monde de Formule 1, sextuple vainqueur des 24 heures du Mans et double champion du monde d'endurance (Ickx).
| Saison | Vainqueurs Catégorie Autos | Vainqueurs Catégorie Autos | Vainqueurs Catégorie Autos  |               |
| Saison | Pilote                     | Copilote                   | Voiture                     |               |
| ------ | -------------------------- | -------------------------- | --------------------------- | ------------- |
| 1979   | Alain Génestier            | Contamine/Lemordant        | Land Rover Range Rover      |               |
| 1980   | Freddy Kottulinsky         | Gerd Löffelmann            | Volkswagen Iltis            |               |
| 1981   | René Metge                 | Bernard Giroux             | Land Rover Range Rover      |               |
| 1982   | Claude Marreau             | Bernard Marreau            | Renault 20                  |               |
| 1983   | Jacky Ickx                 | Claude Brasseur            | Mercedes-Benz 280 G         |               |
| 1984   | René Metge                 | Dominique Lemoyne          | Porsche 911                 |               |
| 1985   | Patrick Zaniroli           | Jean da Silva              | Mitsubishi Pajero           |               |
| 1986   | René Metge                 | Dominique Lemoyne          | Porsche 959                 |               |
| 1987   | Ari Vatanen                | Bernard Giroux             | Peugeot 205 Turbo 16        |               |
| 1988   | Juha Kankkunen             | Juha Piironen              | Peugeot 205 Turbo 16        |               |
| 1989   | Ari Vatanen                | Bruno Berglund             | Peugeot 405 Turbo 16        |               |
| 1990   | Ari Vatanen                | Bruno Berglund             | Peugeot 405 Turbo 16        |               |
| 1991   | Ari Vatanen                | Bruno Berglund             | Citroën ZX Rallye-raid      |               |
| 1992   | Hubert Auriol              | Philippe Monnet            | Mitsubishi Pajero           |               |
| 1993   | Bruno Saby                 | Dominique Serieys          | Mitsubishi Pajero           |               |
| 1994   | Pierre Lartigue            | Michel Périn               | Citroën ZX Rallye-raid      |               |
| 1995   | Pierre Lartigue            | Michel Périn               | Citroën ZX Rallye-raid      |               |
| 1996   | Pierre Lartigue            | Michel Périn               | Citroën ZX Rallye-raid      |               |
| 1997   | Kenjirō Shinozuka          | Henri Magne                | Mitsubishi Pajero           |               |
| 1998   | Jean-Pierre Fontenay       | Gilles Picard              | Mitsubishi Pajero           |               |
| 1999   | Jean-Louis Schlesser       | Philippe Monnet            | Schlesser-Renault           |               |
| 2000   | Jean-Louis Schlesser       | Henri Magne                | Schlesser-Renault           |               |
| 2001   | Jutta Kleinschmidt         | Andreas Schulz             | Mitsubishi Pajero           |               |
| 2002   | Hiroshi Masuoka            | Pascal Maimon              | Mitsubishi Pajero           |               |
| 2003   | Hiroshi Masuoka            | Andreas Schulz             | Mitsubishi Pajero           |               |
| 2004   | Stéphane Peterhansel       | Jean-Paul Cottret          | Mitsubishi Pajero           |               |
| 2005   | Stéphane Peterhansel       | Jean-Paul Cottret          | Mitsubishi Pajero           |               |
| 2006   | Luc Alphand                | Gilles Picard              | Mitsubishi Pajero           |               |
| 2007   | Stéphane Peterhansel       | Jean-Paul Cottret          | Mitsubishi Pajero           |               |
| 2008   | Pas de course              | Pas de course              | Pas de course               | Pas de course |
| 2009   | Giniel de Villiers         | Dirk von Zitzewitz         | Volkswagen Race Touareg 2   |               |
| 2010   | Carlos Sainz               | Lucas Cruz                 | Volkswagen Race Touareg 2   |               |
| 2011   | Nasser Al-Attiyah          | Timo Gottschalk            | Volkswagen Race Touareg 3   |               |
| 2012   | Stéphane Peterhansel       | Jean-Paul Cottret          | Mini Countryman All4 Racing |               |
| 2013   | Stéphane Peterhansel       | Jean-Paul Cottret          | Mini Countryman All4 Racing |               |
| 2014   | Nani Roma                  | Michel Périn               | Mini Countryman All4 Racing |               |
| 2015   | Nasser Al-Attiyah          | Mathieu Baumel             | Mini Countryman All4 Racing |               |
| 2016   | Stéphane Peterhansel       | Jean-Paul Cottret          | Peugeot 2008 DKR            |               |
| 2017   | Stéphane Peterhansel       | Jean-Paul Cottret          | Peugeot 3008 DKR            |               |
| 2018   | Carlos Sainz               | Lucas Cruz                 | Peugeot 3008 DKR Maxi       |               |
| 2019   | Nasser Al-Attiyah          | Mathieu Baumel             | Toyota Hilux                |               |
| 2020   | Carlos Sainz               | Lucas Cruz                 | Mini JCW Buggy              |               |
| 2021   | Stéphane Peterhansel       | Édouard Boulanger          | Mini JCW Buggy              |               |
| 2022   | Nasser Al-Attiyah          | Mathieu Baumel             | Toyota Hilux                |               |
| 2023   | Nasser Al-Attiyah          | Mathieu Baumel             | Toyota Hilux                |               |
| 2024   | Carlos Sainz               | Lucas Cruz                 | Audi RS Q E-Tron E2         |               |
| 2025   | Yazeed Al-Rajhi            | Timo Gottschalk            | Toyota Hilux                |               |

| 1979 | Cyril Neveu          | Yamaha XT 500          |               |               |
| 1980 | Cyril Neveu          | Yamaha XT 500          |               |               |
| 1981 | Hubert Auriol        | BMW R 80 G/S           |               |               |
| 1982 | Cyril Neveu          | Honda XR550            |               |               |
| 1983 | Hubert Auriol        | BMW R100GS             |               |               |
| 1984 | Gaston Rahier        | BMW R100GS             |               |               |
| 1985 | Gaston Rahier        | BMW R100GS             |               |               |
| 1986 | Cyril Neveu          | Honda NXR750V          |               |               |
| 1987 | Cyril Neveu          | Honda NXR750V          |               |               |
| 1988 | Edi Orioli           | Honda NXR800V          |               |               |
| 1989 | Gilles Lalay         | Honda NXR800V          |               |               |
| 1990 | Edi Orioli           | Cagiva Elefant 900     |               |               |
| 1991 | Stéphane Peterhansel | Yamaha YZE750T         |               |               |
| 1992 | Stéphane Peterhansel | Yamaha YZE850T         |               |               |
| 1993 | Stéphane Peterhansel | Yamaha YZE850T         |               |               |
| 1994 | Edi Orioli           | Cagiva Elefant 900     |               |               |
| 1995 | Stéphane Peterhansel | Yamaha YZE850T         |               |               |
| 1996 | Edi Orioli           | Yamaha YZE850T         |               |               |
| 1997 | Stéphane Peterhansel | Yamaha YZE850T         |               |               |
| 1998 | Stéphane Peterhansel | Yamaha YZE850T         |               |               |
| 1999 | Richard Sainct       | BMW F650RR             |               |               |
| 2000 | Richard Sainct       | BMW F650RR             |               |               |
| 2001 | Fabrizio Meoni       | KTM LC4 660R           |               |               |
| 2002 | Fabrizio Meoni       | KTM LC8 950R           |               |               |
| 2003 | Richard Sainct       | KTM LC4 660R           |               |               |
| 2004 | Nani Roma            | KTM LC4 660R           |               |               |
| 2005 | Cyril Despres        | KTM LC4 660R           |               |               |
| 2006 | Marc Coma            | KTM LC4 660R           |               |               |
| 2007 | Cyril Despres        | KTM 690 Rally          |               |               |
| 2008 | Pas de course        | Pas de course          | Pas de course | Pas de course |
| 2009 | Marc Coma            | KTM 690 Rally          |               |               |
| 2010 | Cyril Despres        | KTM 690 Rally          |               |               |
| 2011 | Marc Coma            | KTM 450 Rally          |               |               |
| 2012 | Cyril Despres        | KTM 450 Rally          |               |               |
| 2013 | Cyril Despres        | KTM 450 Rally          |               |               |
| 2014 | Marc Coma            | KTM 450 Rally          |               |               |
| 2015 | Marc Coma            | KTM 450 Rally          |               |               |
| 2016 | Toby Price           | KTM 450 Rally          |               |               |
| 2017 | Sam Sunderland       | KTM 450 Rally          |               |               |
| 2018 | Matthias Walkner     | KTM 450 Rally          |               |               |
| 2019 | Toby Price           | KTM 450 Rally          |               |               |
| 2020 | Ricky Brabec         | Honda CRF 450 Rally    |               |               |
| 2021 | Kevin Benavídes      | Honda CRF 450 Rally    |               |               |
| 2022 | Sam Sunderland       | GasGas / KTM 450 Rally |               |               |
| 2023 | Kevin Benavídes      | KTM 450 Rally          |               |               |
| 2024 | Ricky Brabec         | Honda CRF 450 Rally    |               |               |
| 2025 | Daniel Sanders       | KTM 450 Rally          |               |               |

| Saison | Vainqueurs Catégorie Camions | Vainqueurs Catégorie Camions | Vainqueurs Catégorie Camions | Vainqueurs Catégorie Camions |
| Saison | Pilote                       | Copilotes                    | Copilotes                    | Camion                       |
| ------ | ---------------------------- | ---------------------------- | ---------------------------- | ---------------------------- |
| 1979   | Jean-François Dunac          | Jean-Pierre Chapel           | François Beau                | Steyr-Puch Pinzgauer         |
| 1980   | Miloud Ataouat               | Hadj Daou Boukrif            | Mahiedine Kaoula             | Sonacome                     |
| 1981   | Adrien Villette              | Henri Gabrelle               | Alain Voillereau             | ALM-ACMAT                    |
| 1982   | Georges Groine               | Thierry de Saulieu           | Bernard Malfériol            | Mercedes-Benz Unimog         |
| 1983   | Georges Groine               | Thierry de Saulieu           | Bernard Malfériol            | Mercedes-Benz Unimog         |
| 1984   | Pierre Laleu                 | Daniel Durce                 | Patrick Venturini            | Mercedes-Benz Unimog         |
| 1985   | Karl-Friedrich Capito        | Jost Capito                  | Klaus Schweikarl             | Mercedes-Benz Unimog         |
| 1986   | Giacomo Vismara              | Giulio Minelli               |                              | Mercedes-Benz Unimog         |
| 1987   | Jan de Rooy                  | Yvo Geusens                  | Theo van de Rijt             | DAF FAV 3600                 |
| 1988   | Karel Loprais                | Radomír Stachura             | Tomáš Mück                   | Tatra 815                    |
| 1989   | Pas de course camions        | Pas de course camions        | Pas de course camions        | Pas de course camions        |
| 1990   | Giorgio Villa                | Giorgio Delfino              | Claudio Vinante              | Perlini                      |
| 1991   | Jacques Houssat              | Thierry de Saulieu           | Danilo Bottaro               | Perlini                      |
| 1992   | Francesco Perlini            | Giorgio Albiero              | Claudio Vinante              | Perlini                      |
| 1993   | Francesco Perlini            | Giorgio Albiero              | Claudio Vinante              | Perlini                      |
| 1994   | Karel Loprais                | Radomír Stachura             | Josef Kalina                 | Tatra 815                    |
| 1995   | Karel Loprais                | Radomír Stachura             | Tomáš Tomeček                | Tatra 815                    |
| 1996   | Viktor Moskovskikh           | Anatoli Kouzmine             | Nail Bagaveldinov            | Kamaz 4911                   |
| 1997   | Peter Reif                   | Johann Deinhofer             |                              | Hino                         |
| 1998   | Karel Loprais                | Radomír Stachura             | Jan Čermák                   | Tatra 815                    |
| 1999   | Karel Loprais                | Radomír Stachura             | Josef Kalina                 | Tatra 815                    |
| 2000   | Vladimir Chagin              | Semen Yakubov                | Sergey Savostin              | Kamaz 4911                   |
| 2001   | Karel Loprais                | Petr Hamerla                 | Josef Kalina                 | Tatra 815                    |
| 2002   | Vladimir Chagin              | Semen Yakubov                | Sergey Savostin              | Kamaz 4911                   |
| 2003   | Vladimir Chagin              | Semen Yakubov                | Sergey Savostin              | Kamaz 4911                   |
| 2004   | Vladimir Chagin              | Semen Yakubov                | Sergey Savostin              | Kamaz 4911                   |
| 2005   | Firdaus Kabirov              | Aydar Belyaev                | Andrey Mokeev                | Kamaz 4911                   |
| 2006   | Vladimir Chagin              | Semen Yakubov                | Sergey Savostin              | Kamaz 4911                   |
| 2007   | Hans Stacey                  | Charly Gotlib                | Bernard der Kinderen         | MAN                          |
| 2008   | Pas de course                | Pas de course                | Pas de course                | Pas de course                |
| 2009   | Firdaus Kabirov              | Aydar Belyaev                | Andrey Mokeev                | Kamaz 4911                   |
| 2010   | Vladimir Chagin              | Semen Yakubov                | Sergey Savostin              | Kamaz 4911                   |
| 2011   | Vladimir Chagin              | Semen Yakubov                | Ildar Shaysultanov           | Kamaz 4926-9                 |
| 2012   | Gerard de Rooy               | Darek Rodewald               | Tom Colsoul                  | IVECO PowerStar              |
| 2013   | Eduard Nikolaev              | Vladimir Rybakov             | Sergey Savostin              | Kamaz 4926-9                 |
| 2014   | Andrey Karginov              | Andrey Mokeev                | Igor Devyatkin               | Kamaz 4326                   |
| 2015   | Ayrat Mardeev                | Aydar Belyaev                | Dmitriy Svistunov            | Kamaz 4326                   |
| 2016   | Gerard de Rooy               | Darek Rodewald               | Tom Colsoul                  | IVECO PowerStar              |
| 2017   | Eduard Nikolaev              | Evgeny Yakovlev              | Vladimir Rybakov             | Kamaz 4326                   |
| 2018   | Eduard Nikolaev              | Evgeny Yakovlev              | Vladimir Rybakov             | Kamaz 4326                   |
| 2019   | Eduard Nikolaev              | Evgeny Yakovlev              | Vladimir Rybakov             | Kamaz 43509                  |
| 2020   | Andrey Karginov              | Andrey Mokeev                | Igor Leonov                  | Kamaz 43509                  |
| 2021   | Dmitry Sotnikov              | Ruslan Akhmadeev             | Ilgiz Akhmetzianov           | Kamaz 43509                  |
| 2022   | Dmitry Sotnikov              | Ruslan Akhmadeev             | Ilgiz Akhmetzianov           | Kamaz 43509                  |
| 2023   | Janus van Kasteren           | Darek Rodewald               | Marcel Snijders              | IVECO PowerStar              |
| 2024   | Martin Macík                 | František Tomášek            | David Švanda                 | IVECO PowerStar              |
| 2025   | Martin Macík                 | František Tomášek            | David Švanda                 | IVECO PowerStar              |

| Saison      | Vainqueur Catégorie Quads | Vainqueur Catégorie Quads |
| Saison      | Pilote                    | Quad                      |
| ----------- | ------------------------- | ------------------------- |
| 1979 - 2007 | Pas de course Quads       | Pas de course Quads       |
| 2008        | Pas de course             | Pas de course             |
| 2009        | Josef Macháček            | Yamaha Raptor 700         |
| 2010        | Marcos Patronelli         | Yamaha Raptor 700         |
| 2011        | Alejandro Patronelli      | Yamaha Raptor 700         |
| 2012        | Alejandro Patronelli      | Yamaha Raptor 700         |
| 2013        | Marcos Patronelli         | Yamaha Raptor 700         |
| 2014        | Ignacio Casale            | Yamaha Raptor 700         |
| 2015        | Rafał Sonik               | Yamaha Raptor 700         |
| 2016        | Marcos Patronelli         | Yamaha Raptor 700         |
| 2017        | Sergey Karyakin           | Yamaha Raptor 700         |
| 2018        | Ignacio Casale            | Yamaha Raptor 700         |
| 2019        | Nicolás Cavigliasso       | Yamaha Raptor 700         |
| 2020        | Ignacio Casale            | Yamaha Raptor 700         |
| 2021        | Manuel Andújar            | Yamaha Raptor 700         |
| 2022        | Alexandre Giroud          | Yamaha Raptor 700         |
| 2023        | Alexandre Giroud          | Yamaha Raptor 700         |
| 2024        | Manuel Andújar            | Yamaha Raptor 700         |
| 2025        | Pas de course Quads       | Pas de course Quads       |

| Saison      | Vainqueurs Catégorie T4 SSV/SxS (depuis 2017) | Vainqueurs Catégorie T4 SSV/SxS (depuis 2017) | Vainqueurs Catégorie T4 SSV/SxS (depuis 2017) |
| Saison      | Pilote                                        | Copilote                                      | SSV                                           |
| ----------- | --------------------------------------------- | --------------------------------------------- | --------------------------------------------- |
| 1979 - 2016 | Pas de course SSV                             | Pas de course SSV                             | Pas de course SSV                             |
| 2017        | Leandro Torres                                | Lourival Roldan                               | Polaris RZR                                   |
| 2018        | Reinaldo Varela                               | Gustavo Gugelmin                              | Can-Am Maverick                               |
| 2019        | Francisco López Contardo                      | Alvaro Quintanilla                            | Can-Am Maverick                               |
| 2020        | Casey Currie                                  | Sean Berriman                                 | Can-Am Maverick                               |
| 2021        | Francisco López Contardo                      | Juan Latrach Vinagre                          | Can-Am Maverick                               |
| 2022        | Austin Jones                                  | Gustavo Gugelmin                              | Can-Am Maverick                               |
| 2023        | Eryk Goczał                                   | Oriol Mena                                    | Can-Am Maverick                               |
| 2024        | Xavier de Soultrait                           | Martin Bonnet                                 | Polaris RZR                                   |
| 2025        | Brock Heger                                   | Max Eddy                                      | Polaris RZR                                   |

| Saison      | Vainqueurs Catégorie T3 Protos Légers/Challengers (depuis 2021) | Vainqueurs Catégorie T3 Protos Légers/Challengers (depuis 2021) | Vainqueurs Catégorie T3 Protos Légers/Challengers (depuis 2021) |
| Saison      | Pilote                                                          | Copilote                                                        | Véhicule                                                        |
| ----------- | --------------------------------------------------------------- | --------------------------------------------------------------- | --------------------------------------------------------------- |
| 1979 - 2020 | Pas de course Protos Légers                                     | Pas de course Protos Légers                                     | Pas de course Protos Légers                                     |
| 2021        | Josef Macháček                                                  | Pavel Vyoral                                                    | Can-Am XRS                                                      |
| 2022        | Francisco López Contardo                                        | Juan Latrach Vinagre                                            | Can-Am XRS                                                      |
| 2023        | Austin Jones                                                    | Gustavo Gugelmin                                                | Can-Am XRS                                                      |
| 2024        | Cristina Gutiérrez                                              | Pablo Moreno                                                    | Taurus T3 Max                                                   |
| 2025        | Nicolás Cavigliasso                                             | Valentina Pertegarini                                           | Taurus T3 Max                                                   |

### Les principaux records

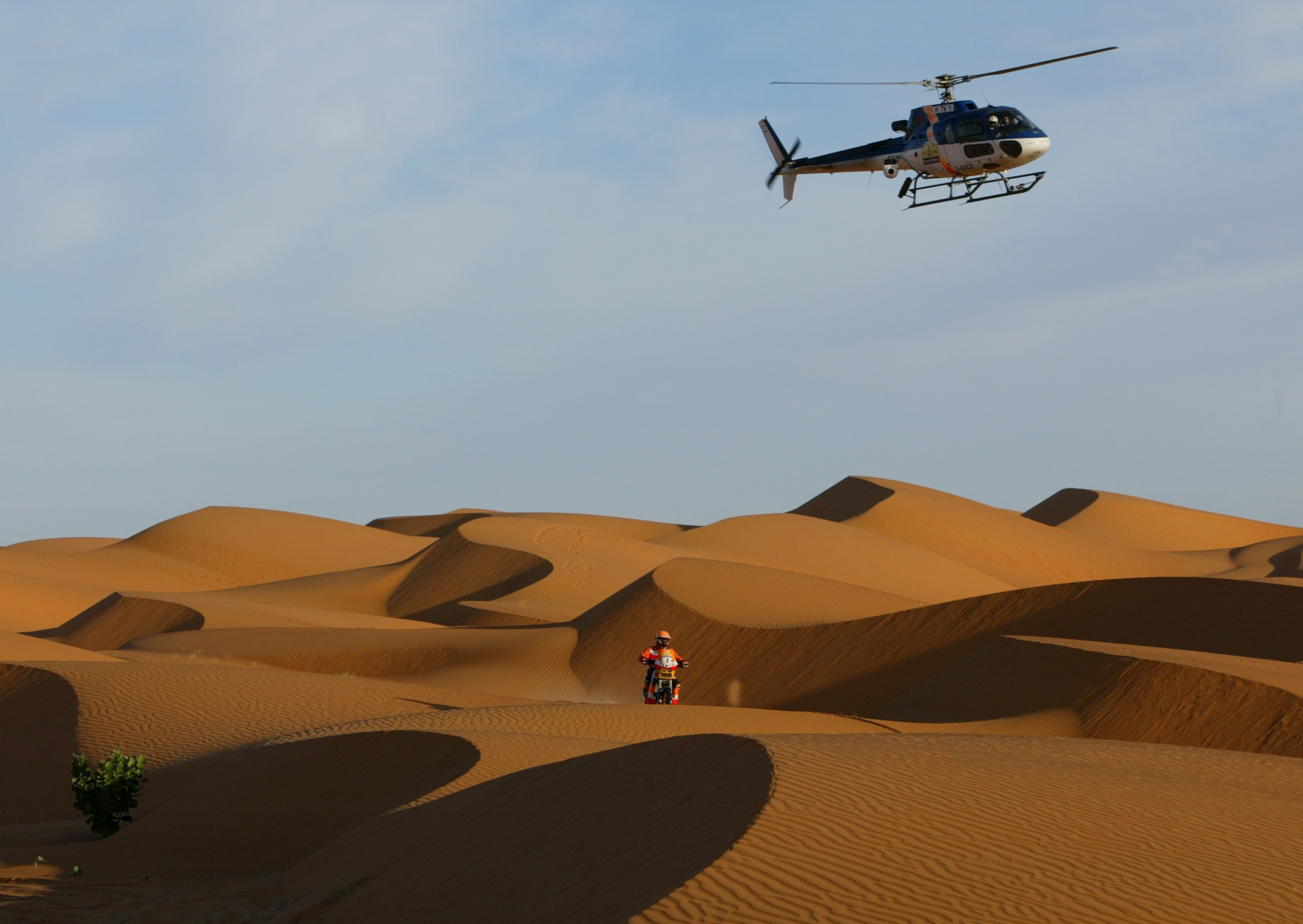
Marc Coma (ici durant son Dakar 2006 victorieux).

| Rang | Pilote                   | Années                                                                                           | Victoires | Catégorie           |
| ---- | ------------------------ | ------------------------------------------------------------------------------------------------ | --------- | ------------------- |
| 1    | Stéphane Peterhansel     | 1991, 1992, 1993, 1995, 1997, 1998 (Moto), 2004, 2005, 2007, 2012, 2013, 2016, 2017, 2021 (Auto) | 14        | Motos / Autos       |
| 2    | Vladimir Chagin          | 2000, 2002, 2003, 2004, 2006, 2010, 2011                                                         | 7         | Camions             |
| 3    | Karel Loprais            | 1988, 1994, 1995, 1998, 1999, 2001                                                               | 6         | Camions             |
| 4    | Cyril Neveu              | 1979, 1980, 1982, 1986, 1987                                                                     | 5         | Motos               |
| 4    | Cyril Despres            | 2005, 2007, 2010, 2012, 2013                                                                     | 5         | Motos               |
| 4    | Marc Coma                | 2006, 2009, 2011, 2014, 2015                                                                     | 5         | Motos               |
| 4    | Nasser Al-Attiyah        | 2011, 2015, 2019, 2022, 2023                                                                     | 5         | Autos               |
| 8    | Ari Vatanen              | 1987, 1989, 1990, 1991                                                                           | 4         | Autos               |
| 8    | Edi Orioli               | 1988, 1990, 1994, 1996                                                                           | 4         | Motos               |
| 8    | Eduard Nikolaev          | 2013, 2017, 2018, 2019                                                                           | 4         | Camions             |
| 8    | Carlos Sainz             | 2010, 2018, 2020, 2024                                                                           | 4         | Autos               |
| 12   | Hubert Auriol            | 1981, 1983 (Moto), 1992 (Auto)                                                                   | 3         | Motos / Autos       |
| 12   | René Metge               | 1981, 1984, 1986                                                                                 | 3         | Autos               |
| 12   | Pierre Lartigue          | 1994, 1995, 1996                                                                                 | 3         | Autos               |
| 12   | Richard Sainct           | 1999, 2000, 2003                                                                                 | 3         | Motos               |
| 12   | Marcos Patronelli        | 2010, 2013, 2016                                                                                 | 3         | Quads               |
| 12   | Ignacio Casale           | 2014, 2018, 2020                                                                                 | 3         | Quads               |
| 12   | Francisco López Contardo | 2019, 2021 (SSV), 2022 (Proto Léger)                                                             | 3         | SSV / Protos légers |
| 19   | Georges Groine           | 1982, 1983                                                                                       | 2         | Camions             |
| 19   | Gaston Rahier            | 1984, 1985                                                                                       | 2         | Motos               |
| 19   | Francesco Perlini        | 1992, 1993                                                                                       | 2         | Camions             |
| 19   | Jean-Louis Schlesser     | 1999, 2000                                                                                       | 2         | Autos               |
| 19   | Fabrizio Meoni           | 2001, 2002                                                                                       | 2         | Motos               |
| 19   | Hiroshi Masuoka          | 2002, 2003                                                                                       | 2         | Autos               |
| 19   | Nani Roma                | 2004 (Moto), 2014 (Auto)                                                                         | 2         | Motos / Autos       |
| 19   | Firdaus Kabirov          | 2005, 2009                                                                                       | 2         | Camions             |
| 19   | Alejandro Patronelli     | 2011, 2012                                                                                       | 2         | Quads               |
| 19   | Gerard de Rooy           | 2012, 2016                                                                                       | 2         | Camions             |
| 19   | Toby Price               | 2016, 2019                                                                                       | 2         | Motos               |
| 19   | Andrey Karginov          | 2014, 2020                                                                                       | 2         | Camions             |
| 19   | Sam Sunderland           | 2017, 2022                                                                                       | 2         | Motos               |
| 19   | Dmitry Sotnikov          | 2021, 2022                                                                                       | 2         | Camions             |
| 19   | Kevin Benavídes          | 2021, 2023                                                                                       | 2         | Motos               |
| 19   | Austin Jones             | 2022 (SSV), 2023 (Proto Léger)                                                                   | 2         | SSV / Protos légers |
| 19   | Alexandre Giroud         | 2022, 2023                                                                                       | 2         | Quads               |
| 19   | Ricky Brabec             | 2020, 2024                                                                                       | 2         | Motos               |
| 19   | Manuel Andújar           | 2021, 2024                                                                                       | 2         | Quads               |
| 19   | Martin Macík             | 2024, 2025                                                                                       | 2         | Camions             |

| Rang | Pilote               | Étapes remportées | Catégorie                |
| ---- | -------------------- | ----------------- | ------------------------ |
| 1    | Stéphane Peterhansel | 83                | Motos / Autos            |
| 2    | Vladimir Chagin      | 57                | Camions                  |
| 3    | Ari Vatanen          | 50                | Autos                    |
| 4    | Nasser Al-Attiyah    | 48                | Autos                    |
| 5    | Firdaus Kabirov      | 42                | Camions                  |
| 5    | Carlos Sainz         | 42                | Autos                    |
| 7    | Hubert Auriol        | 37                | Motos / Autos            |
| 8    | Cyril Despres        | 35                | Motos / Autos / SSV      |
| 9    | Gérard de Rooy       | 34                | Camions                  |
| 10   | Jacky Ickx           | 29                | Autos                    |
| 10   | Joan Barreda         | 29                | Motos                    |
| 10   | Francisco López      | 29                | Motos / SSV / Challenger |
| 13   | Sébastien Loeb       | 28                | Autos                    |
| 14   | Jordi Arcarons       | 27                | Motos                    |
| 15   | Nani Roma            | 26                | Motos / Autos            |
| 16   | Hiroshi Masuoka      | 25                | Autos                    |
| 17   | Ignacio Casale       | 24                | Quads / Challenger       |
| 17   | Marc Coma            | 24                | Motos                    |
| 17   | Jean-Pierre Fontenay | 24                | Autos                    |
| 17   | Eduard Nikolaev      | 24                | Camions                  |
| 21   | Seth Quintero        | 22                | Challenger / Autos       |

## Décès
L'histoire du Rallye Dakar est endeuillée par la mort de 28 concurrents dont 23 pilotes motos depuis sa création en 1979, si on prend en compte les accidents hors courses 33 participants (2024) et 35 personnes non participantes sont morts sur le Dakar en 39 éditions (dernier décompte de l'AFP en 2015)  :

## Dans la fiction

### Bande dessinée
- Michel Vaillant :
  - L'album Paris-Dakar (no 41) a pour cadre le rallye-raid[64].
  - L'album Cairo ! (no 63) a pour cadre l'édition 2000 du Dakar (le contournement du Niger par pont aérien ayant eu lieu cette année-là fait partie de l'intrigue).

- Quatre x quatre (1986  (ISBN 2-8001-1411-8)) est un album de bande dessinée, de la série Les aventures de Jeannette Pointu, qui se déroule pour une grande partie durant le raid Paris-Dakar

## Controverses
(juillet 2021).
Ce rallye est contesté, tout d'abord en raison des multiples décès qui ont eu lieu pendant son déroulement depuis 1979 (en moyenne deux morts par an) :
- Thierry Sabine le fondateur du rallye, le chanteur Daniel Balavoine, le pilote François-Xavier Bagnoud, l'opérateur radio Jean-Paul Le Fur (né en 1949) et une journaliste du Journal du dimanche, Nathalie Odent sont décédés lors du crash de leur hélicoptère le 14 janvier 1986.

- Trente-trois concurrents (toutes catégories) et sept journalistes y sont également morts. En 2006, le motard australien Andy Caldecott y a trouvé la mort, un an après les décès de Fabrizio Meoni et Juan-Manuel Perez, et ce malgré la décision prise en 2006 de limiter la vitesse des motos à 160 km/h. Le pilote belge Eric Palante décèdera aussi lors de l'édition 2014. Gilles Lalay, motard français trouvera la mort en 1992.

Les organisateurs répondent que les pays d'Afrique sont toujours enthousiastes d'accueillir le rallye, et même très déçus quand les organisateurs les excluent du tracé. Ils soulignent également le fait qu'ils sont soumis au respect de la propreté des territoires visités. Ils déplorent les divers accidents survenus, tout en rappelant la dangerosité des routes africaines (la plupart des accidents impliquant des locaux ayant eu lieu lors des liaisons routières), et les efforts considérables faits par l'organisateur pour empêcher ces accidents (limitations et contrôles stricts de la vitesse dans les villages)[réf. incomplète].
Selon les chiffres fournis dans le Journal du dimanche du 1er janvier 2011, le rallye Dakar a émis 42 000 tonnes de CO2 au cours de l'édition 2010 de la course. À titre de comparaison, selon l'étude menée par le cabinet Espere (agréé par l'Ademe), le Grand Prix de Formule 1 de Spa Francorchamps en Belgique en émet 24 000, la Coupe du monde de football est à 2 700 000 tonnes, et le tournoi de Roland-Garros à 156 000 tonnes de CO2 ; le calcul intègre le déplacement des spectateurs qui assistent à ces évènements.
Les organisateurs de la course ont été amenés à prendre des mesures de sécurité (limitation de la vitesse pour les concurrents dans les villages, affiches de prévention contre les dangers), à mener des opérations humanitaires (livraison de pompes à eau) et environnementales (gestion des déchets, compensation carbone en participant a des projets de plantation d'arbres depuis 2010) mais l'ensemble des budgets qui y sont consacrés sont faibles par rapport au budget de fonctionnement (financé pour moitié par les droits d'inscription et la contribution des pays hôtes au titre des frais d’organisation, l'autre par le sponsoring et les droits de retransmission).
Le rallye est considéré par certaines ONG écologistes comme étant un symbole du néocolonialisme qui rappellerait les premiers circuits coloniaux du XIXe siècle.
En 2006, la mort de deux enfants suscite la création d'un collectif (Cavad, Collectif pour les Victimes Anonymes du Dakar) qui réunit des associations françaises et africaines demandant la suppression du rallye. Une chanson, "Stoppez le Dakar", interprétée par des petits marseillais, est écrite en leur mémoire.
Depuis sa délocalisation en Amérique du Sud, des Sénégalais, dont le ministre de la culture Youssou N'dour ont un sentiment d'usurpation et de spoliation vis-à-vis du maintien de l'utilisation du nom de la capitale sénégalaise pour désigner le rallye.
C'est une épreuve considérée comme élitiste puisque le budget moyen d'un pilote moto avoisine 80 000 euros (avec 20 000 euros de frais d'inscription), celui d'un pilote auto 150 000 euros en 2011.
Symbole des années 1980 et 1990 en France, le rallye bénéficie d'une couverture médiatique considérable et suscite des déplacements et séjours de spectateurs qui induisent des retombées touristiques pour les régions concernées, ce qui en fait une course rentable mais critiquée pour son opacité (budget total non communiqué), et le verrouillage de sa communication (couverture médiatique par L'Équipe qui appartient au groupe Amaury, propriétaire de ASO organisateur du rallye, par France télévisions jusqu'en 2023 et par Eurosport),.